# Eumegistus
Eumegistus es un género de peces de la familia Bramidae. Las especies de este género habitan en los océanos Atlántico y Pacífico. Fue descrito por David Starr Jordan y E. K. Jordan en 1922.

## Especies
- Eumegistus brevorti (Poey, 1860)
- Eumegistus illustris D. S. Jordan & E. K. Jordan, 1922